# These Dreams
These Dreams (engl. für: „Diese Träume“) ist eine Rockballade der US-amerikanischen Band Heart aus deren gleichnamigen Album dem Jahr 1986, die von Bernie Taupin und Martin Page geschrieben wurde.

## Hintergrund
Page und Taupin komponierten das Lied im Auftrag von Columbia Records eigentlich für Stevie Nicks, die jedoch ablehnte. So nahmen Heart, die soeben zu Capitol Records gewechselt waren, den Titel 1985 auf. Die Veröffentlichung als Single fand im Januar 1986 statt.
Das Lied handelt von einer Person, die sich aufgrund ihrer Schwierigkeiten in eine Fantasiewelt zurückzieht und dabei die Realität vergisst. Nancy Wilson widmete den Titel ihrer an Leukämie verstorbenen Freundin Sharon Hess.
In Serien wie Schatten der Leidenschaft und Die Sopranos sowie auch im Film 50 erste Dates fand die Ballade ihre Verwendung.

## Kommerzieller Erfolg

### Chartplatzierungen
| ChartsChartplatzierungen       | Höchstplatzierung | Wochen |
| ------------------------------ | ----------------- | ------ |
| Vereinigte Staaten (Billboard) | 1 (20 Wo.)        | 20     |
| Vereinigtes Königreich (OCC)   | 62 (6 Wo.)        | 6      |

| ChartsJahrescharts (1986)      | Platzierung |
| ------------------------------ | ----------- |
| Vereinigte Staaten (Billboard) | 33          |

### Auszeichnungen für Musikverkäufe
| Land/Region                  | Auszeichnungen für Musikverkäufe (Land/Region, Auszeichnung, Verkäufe) | Verkäufe |
| ---------------------------- | ---------------------------------------------------------------------- | -------- |
| Vereinigtes Königreich (BPI) | Silber                                                                 | 200.000  |
| Insgesamt                    | 1× Silber ·                                                            | 200.000  |

## Coverversionen
- 1999: Nancy Wilson
- 2000: Dixie Chicks
- 2002: Northstarz